# 常州 (古代)
常州，中国隋朝时设置的州。辖境在今江苏省南部。
开皇九年（589年）置，治所在常熟县（今江苏省常熟市西北）。
大业初年改为毗陵郡，移治晋陵县（今江苏省常州市，唐分置武进县，同为州治）。
唐武德三年（620年）复置。曾改毗陵郡，天宝元年（742年）更名晋陵郡。乾元元年（758年），天下郡改州，复为常州。
土贡：䌷、绢布、纻、红紫绵巾、紧纱、兔褐、皁布、大小香秔、龙凤席、紫笋茶、薯蕷。户十万二千六百三十三，口六十九万六百七十三。
下领五县：晋陵县、武进县、江阴县、义兴县、无锡县。辖境相当今江苏省常州、无锡、江阴、宜兴等市地。
唐朝末年，藩镇军阀混战，常州在不同军阀之间数度易手。
光启二年（886年），镇海军将张郁陷常州。
五月，武宁军将丁从实陷常州，驱逐刺史张郁。
龙纪元年（889年）十月，杨行密攻陷常州，刺史杜棱被俘。
十二月，孙儒攻陷常州和润州。
大顺元年（890年）九月，杨行密再度攻陷常州、润州。
闰月，孙儒攻陷常州。
大顺二年（891年）正月，甘露镇使陈可言攻陷常州。
景福元年（892年）三月乙巳，杨行密攻陷楚州、常州，刺史陈可言被杀。
景福二年二月，杨行密攻陷常州。
五代十国时，属杨吴、南唐政权。
北宋时，常州属两浙路，南宋时，属两浙西路。太平兴国初年，当是避赵光义名讳，改义兴县为宜兴县。崇宁时，户一十六万五千一百一十六，口二十四万六千九百九。贡白纻、纱、席。下领四县：晋陵县、武进县、宜兴县、无锡县。
元朝至元十四年（1277年）改为常州路。
| 唐朝常州辖县 | 唐朝常州辖县                                                 |
| ------------ | ------------------------------------------------------------ |
| 618年        | 晋陵县、江阴县、无锡县、义兴县                               |
| 620年        | 晋陵县、无锡县（武进县来属，江阴县改属暨州，义兴县改属鹅州） |
| 625年        | 晋陵县、无锡县、武进县（义兴县来属）                         |
| 626年        | 晋陵县、无锡县、武进县、义兴县（江阴县来属）                 |
| 634年        | 晋陵县、无锡县、义兴县、江阴县（废除武进县）                 |
| 686年        | 晋陵县、无锡县、义兴县、江阴县（重设武进县）                 |

## 刺史
| 隋朝常州刺史 - 杨初 - 郭岗 唐朝常州刺史 - 窦德明（629年） - 李袭誉（贞观年间） - 权文诞（贞观年间） - 李玄道（628年—629年） - 卢幼孙（贞观末年） - 萧锐（651年） - 长孙祥（658年—659年） - 刘德敏（664年） - 李孝逸（671年） - 长孙濬（唐高宗时） - 杜行敏（唐高宗时） - 杨崇敬（唐高宗时） - 李明（唐高宗末年） - 杨德裔（唐高宗末年） - 张铉（武周时） - 知微（702年） - 薛登（704年） - 杨执一（神龙年间） - 姚崇（708年） - 张讷之（景龙末年） - 平贞昚（景云年间） - 崔日用（717年） - 封全祯（718年—720年） - 王昱（724年） - 褚琇（730年） - 李少康（732年） - 齐浣（736年） - 罗思崇（开元年间） - 桓玄範（开元年间） - 韦晋（开元年间） - 宋颙（开元年间） - 徐峤（开元末年—742年） - 晋陵郡太守 | - 李某（759年） - 陈希昂（760年，未任） - 李可封（760年） - 韦损（765年） - 李栖筠（765年—768年） - 殷某（大历年间） - 独孤及（773年—777年） - 萧复（777年—779年） - 皇甫愉（建中年间） - 孙会（贞元初年） - 张严（787年，未任） - 刘赞（787年） - 李衡（790年—791年） - 李巽（791年—792年） - 韦夏卿（792年—795年） - 裴肃（796年—798年） - 李锜（798年—799年） - 卢建（贞元年间） - 贾全（801年） - 卢珽（802年） - 田敦（803年） - 穆赞（804年—805年） - 路应（805年） - 房挺（807年） - 颜防（807年） - 李逊（810年） - 崔芃（811年） - 孟简（812年—813年） - 裴汶（813年） - 辛秘（814年—816年） - 薛戎（816年—817年） - 卢元辅（817年—818年） - 孟简（822年—823年） - 陈某（823年） - 贾餗（824年—827年） - 韦缜（828年） - 韩泰（829年—831年） - 杨虞卿（833年—834年） | - 卢钧（834年—835年） - 敬昕（大和末年—开成初年） - 湛贲（开成年间） - 崔瑨（会昌年间） - 姚勗（849年） - 马植（850年） - 李从晦（857年） - 杨假（大中、咸通年间） - 张铎（862年） - 杨知至（866年） - 李昭（870年） - 李翦（咸通、乾符年间） - 李瞻（乾符年间） - 王柷（乾符年间） - 孙徽（880年） - 杨恂（中和年间） - 朱实（884年） - 刘革（885年—886年） - 张郁（886年） - 丁从实（886年—887年） - 杜棱（887年—889年） - 刘建锋（889年） - 李友（890年） - 张行周（890年） - 刘建锋（890年） - 陈可言（891年—892年） - 张训（892年） - 唐彦随（892年—896年） - 陶雅（896年） - 屠瓌智（897年） - 沈攸（光化、天复年间） - 刘捍（903年） - 李遇（903年） - 陆洎（905年） - 张崇（906年—907年） - 贾翃（907年） - 张某 |